# Terebra protexta
Terebra protexta är en snäckart som först beskrevs av Conrad 1846.  Terebra protexta ingår i släktet Terebra och familjen Terebridae.

## Underarter
Arten delas in i följande underarter:
- T. p. protexta
- T. p. limatula